# Piper PA-6
Die Piper PA-6 Sky Sedan ist ein viersitziges Kleinflugzeug des US-amerikanischen Herstellers Piper Aircraft, von dem lediglich ein Prototyp gebaut wurde.

## Entwicklung und Konstruktion
Zum Ende des Jahres 1944 kündigte Piper eine Reihe von Flugzeugmustern an, die es nach dem Zweiten Weltkrieg zu bauen gedachte. Eines davon war die PWA-6 Sky Sedan (Post War Airplane 6). Im Jahr 1945 wurde auf Basis von Pipers erfolglosem Schulflugzeug PT-1 ein Prototyp gebaut. Die Maschine war ein freitragender Tiefdecker mit einem konventionellen Leitwerk und einem einziehbaren Spornradfahrwerk. Der Rumpf bestand aus einem stoffbespannten Metallgerüst mit einer viersitzigen Kabine. Ursprünglich sollte das Flugzeug von einem Franklin O-335 mit einer Nennleistung von 140 PS (103 kW) angetrieben werden. Verbaut wurde schließlich jedoch ein Continental E165 mit 165 PS (121 kW). Als der Prototyp seinen Jungfernflug absolvierte, war die Bezeichnung bereits in PA-6 geändert worden. Mit dem Bau eines zweiten Flugzeugs wurde im Jahr 1947 begonnen, es wurde jedoch nicht fertiggestellt. Im Unterschied zum ersten Prototypen handelte es sich dabei um eine Ganzmetallkonstruktion mit einem Continental E185 mit 205 PS (151 kW) und einer einteiligen Windschutzscheibe. Keines der beiden Muster ging jedoch in Serie.

## Technische Daten
| Kenngröße             | Daten                |
| --------------------- | -------------------- |
| Besatzung             | 1                    |
| Passagiere            | 3                    |
| Länge                 | 26 ft (7,9 m)        |
| Spannweite            | 35,7 ft (10,9 m)     |
| Flügelfläche          | 18,63 ft² (1,73 m²)  |
| Höhe                  | 8,2 ft (2,5 m)       |
| Leermasse             | 1.038 lb (471 kg)    |
| max. Startmasse       | 1.975 lb (896 kg)    |
| Reisegeschwindigkeit  | 125 mph (201 km/h)   |
| Höchstgeschwindigkeit | 140 mph (225 km/h)   |
| Dienstgipfelhöhe      | 14.000 ft (4.267 m)  |
| Reichweite            | 500 mi (805 km)      |
| Triebwerke            | 1 × Continental E165 |